# 아메리칸 스태퍼드셔 테리어

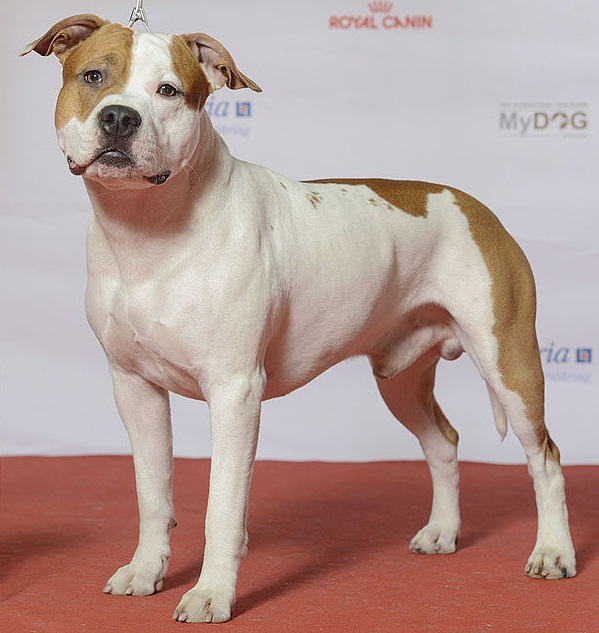
아메리칸 스태퍼드셔 테리어

아메리칸 스태퍼드셔 테리어(American Staffordshire Terrier, 미국에서는 암스태프, Amstaff)는 짧은 털을 지닌 중간 크기의 미국의 견종이다. 21세기 초에 이 견종은 사회적 지명을 얻었고 1936년 아메리칸 케널 클럽에 받아들여졌으며 영국의 스태퍼드셔 불 테리어와는 구별한다.

## 같이 보기
- 불 테리어
- 아메리칸 핏불 테리어
- 핏불 테리어